# 恋人たち (1958年の映画)
『恋人たち』（こいびとたち、原題 Les Amants）は1958年のフランスの映画。監督はルイ・マル。ジャンヌ・モロー主演。ドミニク・ヴィヴァンによる小説「Point de Lendemain」を原作とし、若き人妻の不倫愛を描いている。
劇場公開時、猥褻とされる描写によりアメリカ合衆国では物議を醸したが（en:Jacobellis v. Ohio）、1958年の第19回ヴェネチア国際映画祭で審査員特別賞のサン・マルコ銀獅子賞を受賞した。

## キャスト
| 役名                 | 俳優                           | 日本語吹替                                  | 日本語吹替                         |
| 役名                 | 俳優                           | 東京12ch版                                  | TBS版                              |
| -------------------- | ------------------------------ | ------------------------------------------- | ---------------------------------- |
| ジャンヌ             | ジャンヌ・モロー               | 奈良岡朋子                                  | 佐々木愛                           |
| ベルナール           | ジャン＝マルク・ボリー         | 稲垣隆史                                    |                                    |
| マギー               | ジュディット・マーグル         | 瀬能礼子                                    |                                    |
| ラウール             | ホセ・ルイス・デ・ヴィラロンガ | 石井敏郎                                    |                                    |
| クードレ             | ガストン・モド                 | 中村武己                                    |                                    |
| エレーヌ             | ミシェル・ジラルドン           | 恵比寿まさ子                                |                                    |
| シャンタル           | ルシアン・ハモン               | 浅井淑子                                    |                                    |
| マルト               | ジョルジェット・ロブレ         | 荘司美代子                                  |                                    |
| マルスネロ           | クロード・マンサール           | 藤本譲                                      |                                    |
| アンリ               | アラン・キュニー               | 纓片達雄                                    |                                    |
| 以下はノンクレジット |                                |                                             |                                    |
| 回転木馬の少年       | ジャン＝クロード・ブリアリ     |                                             |                                    |
| カトリーヌ           | パトリシア・モーリン           | 恵比寿まさ子                                |                                    |
| 不明 その他          | N/A                            | 寺田彦右                                    |                                    |
| 日本語版スタッフ     |                                |                                             |                                    |
| 演出                 | 演出                           | 斯波重治                                    |                                    |
| 翻訳                 | 翻訳                           | 榎あきら                                    |                                    |
| 効果                 |                                |                                             |                                    |
| 調整                 |                                |                                             |                                    |
| 制作                 | 制作                           | オムニバスプロモーション                    | ザック・プロモーション             |
| 解説                 | 解説                           | 芥川也寸志                                  |                                    |
| 初回放送             | 初回放送                       | 1970年5月28日 『木曜洋画劇場』 正味90分04秒 | 1988年11月2日 『金曜ロードショー』 |